# Celles-sur-Plaine
Celles-sur-Plaine è un comune francese di 874 abitanti situato nel dipartimento dei Vosgi nella regione del Grand Est.

## Società

### Evoluzione demografica
Abitanti censiti